# 曹思誠
曹思誠，字孕一，號參冶，北直隸河間府景州（今河北省景縣）人，明朝政治人物、進士出身。

## 生平
萬曆三十一年舉人，三十二年（1604年），登進士，初授郾城知县，改泌阳知县，四十年擢升工部主事，次年改兵部，四十三年调吏部，歴任验封司、考功司、文选司，升授吏部文選司郎中。天啟五年（1625年），升任太常寺少卿；次年，再升太常寺卿、同年改刑部右侍郎、刑部左侍郎、吏部左侍郎。天啟六年，授戶部尚書、加太子太保。崇祯即位，天啟七年，改左都御史。崇祯元年（1628年），为兵科给事中彭祖寿弹劾其曾河间府为魏忠贤建立生祠，遂引疾乞归。二年以阉党被削籍为民。